# Kallepia
Kallepia, auch Kallepeia genannt, (griechisch Καλλέπια) ist eine Gemeinde im Bezirk Paphos in der Republik Zypern. Bei der Volkszählung im Jahr 2021 hatte sie 343 Einwohner.

## Name
Für den Namen des Dorfes gibt es verschiedene Versionen: Die vorherrschende Version besagt, dass der Name aus der Zusammensetzung der Wörter callos und piea kommt, die übersetzt jeweils so viel wie „Schönheit“ und „gute Rede“ bedeuten. Die Version aus der Großen Zypriotischen Enzyklopädie besagt, dass der Name mit dem Adjektiv kallistos verbunden ist, was „schön“ bedeutet.
Eine weitere Version, die einige Gelehrte glauben, besagt, dass der Name einen antiken griechischen Ursprung hat und bringen ihn mit den Überresten der antiken Verehrung des Gottes der Hirten, Pan, in Verbindung.

## Lage und Umgebung

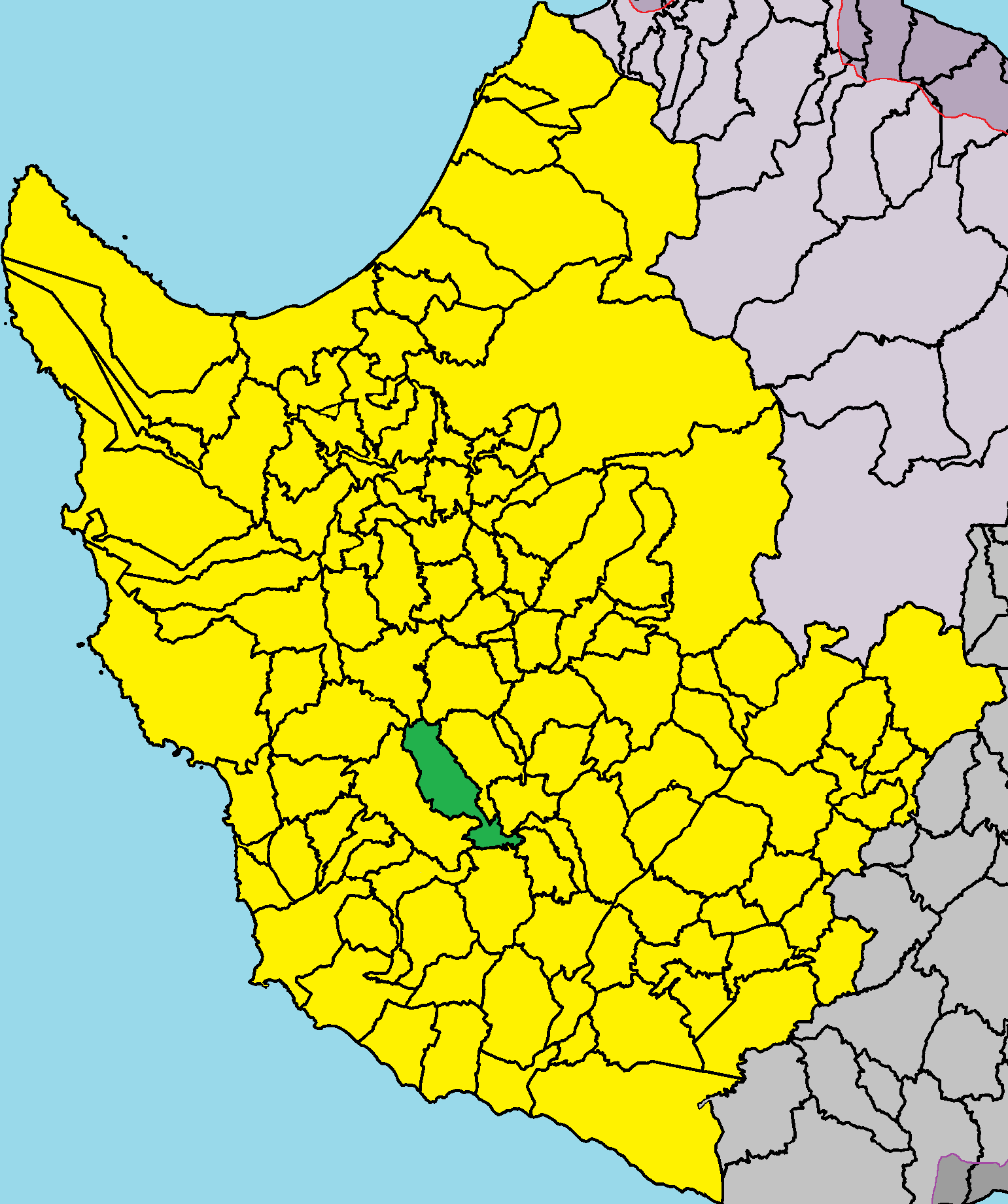
Lage im Bezirk Paphos

Kallepia liegt im Westen der Mittelmeerinsel Zypern auf einer Höhe von etwa 470 Metern, etwa 17 Kilometer nordöstlich von Paphos, 73 Kilometer nordwestlich von Limassol und 160 Kilometer südwestlich von Nikosia. Das 12,1476 Quadratkilometer große Dorf grenzt im Norden an Kili, Stroumbi und Polemi, im Osten an Letymvou und Pitargou, im Süden an Axylou und Episkopi und im Westen an Tsada. Das Dorf kann über die Straße E702 erreicht werden.
Die Landschaft besteht aus Bergen, Klippen, wilder Vegetation und kultiviertem Land. In der Umgebung werden hauptsächlich Weinreben angebaut, aber auch Äpfel, Zitronen, Orangen, Mandeln, Johannisbrot, Getreide, Saisongemüse und Oliven angebaut. Das ganze Jahr über fließt der Fluss Ezousas mit seinen Nebenflüssen Ammati und Kalamos in der Gemeinde.
Der Ort Moro Nero befindet sich im Süden der Gemeinde Kallepia.

## Geschichte
Das Dorf scheint seit fränkischer Zeit zu existieren und war damals in Pano (Oberes) und Kato (Unteres) Kallepia unterteilt. Dabei war Pano Kallepia ein mittelalterliches Lehen und Kato Kallepia Besitz der königlichen Familie von Zypern.
Das Erdbeben in Paphos im Jahr 1953 richtete schwere Schäden im Dorf an.

### Bevölkerungsentwicklung
Die folgende Tabelle zeigt die Bevölkerung des Dorfes, wie sie in den in Zypern durchgeführten Volkszählungen erfasst wurde.
| Jahr      | 1881 | 1891 | 1901 | 1911 | 1921 | 1931 | 1946 | 1960 | 1973 | 1976 | 1982 | 1992 | 2001 | 2011 | 2021 |
| Einwohner | 271  | 309  | 317  | 375  | 411  | 414  | 506  | 557  | 471  | 482  | 390  | 251  | 216  | 326  | 343  |